# Pungitius hellenicus
Pungitius hellenicus é uma espécie de peixe da família Gasterosteidae.
É endémica de Grécia.
Os seus habitats naturais são: rios e nascentes de água doce.
Está ameaçada por perda de habitat.